# Corynodactylus rejiciendus
Corynodactylus, monotipski rod crvenih algi smješten u vlastitu porodicu Corynodactylaceae i red Corynodactylales, dio podrazreda Nemaliophycidae.
Rod je opisan 2017., a jedina vrsta je morska alga C. rejiciendus uz obalu Tasmanije.